# Con Walsh
Cornelius E. "Con" Walsh, född 24 april 1885 i Cork i Irland, död 7 december 1961 i Seattle i Washington, var en kanadensisk friidrottare.
Walsh blev olympisk bronsmedaljör i släggkastning vid sommarspelen 1908 i London.